# Сашник іржавий
Сашник іржавий (Schoenus ferrugineus) — вид рослин родини осокові.

## Біоморфологічна характеристика
Багаторічна рослина 15–30 см заввишки. Стебла круглясті. Приквітковий листок трохи перевищує суцвіття. Суцвіття складається з 2–3 темно-червоно-бурих колосків з ланцетними лусками. Період цвітіння: червень — серпень.

## Поширення
Вид поширений у Центральній Європі, Скандинавському півострові, дуже рідко — Середземномор'ї. В Україні — Мале Полісся, Волинська височина, Зх. Поділля, Розточчя, Закарпаття.

## Охорона
Сашник іржавий занесений до Червоної книги України зі статусом «уразливий». Охороняється у Бущанському заказнику та деяких інших природно-заповідних територіях.